# Polyura delphis
Espèce
Polyura delphis ou Polyura blanc est une espèce de lépidoptères (papillons) de la famille des Nymphalidae et de la sous-famille des Charaxinae. 

## Dénomination
Polyura delphis a été décrit par Edward Doubleday en 1843 sous le nom initial de Charaxes delphis.
Synonyme : Eulepis delphis ; Rothschild & Jordan, 1899.

### Noms vernaculaires
Polyura delphis se nomme Jewelled Nawab ou White Nawab en anglais,.

### Sous-espèces
- Polyura delphis delphis
- Polyura delphis concha (Vollenhoeven, 1861)
- Polyura delphis cygnus (Rothschild, 1899)
- Polyura delphis delphinion (Fruhstorfer, 1904)
- Polyura delphis niveus (Rothschild, 1899)
- Polyura delphis othonis (Fruhstorfer, 1904)[1].

## Description
Polyura delphis est un grand papillon d'environ 9,5 à 10 cm d'envergure aux ailes antérieures à bord externe concave et aux ailes postérieures avec deux queues. 

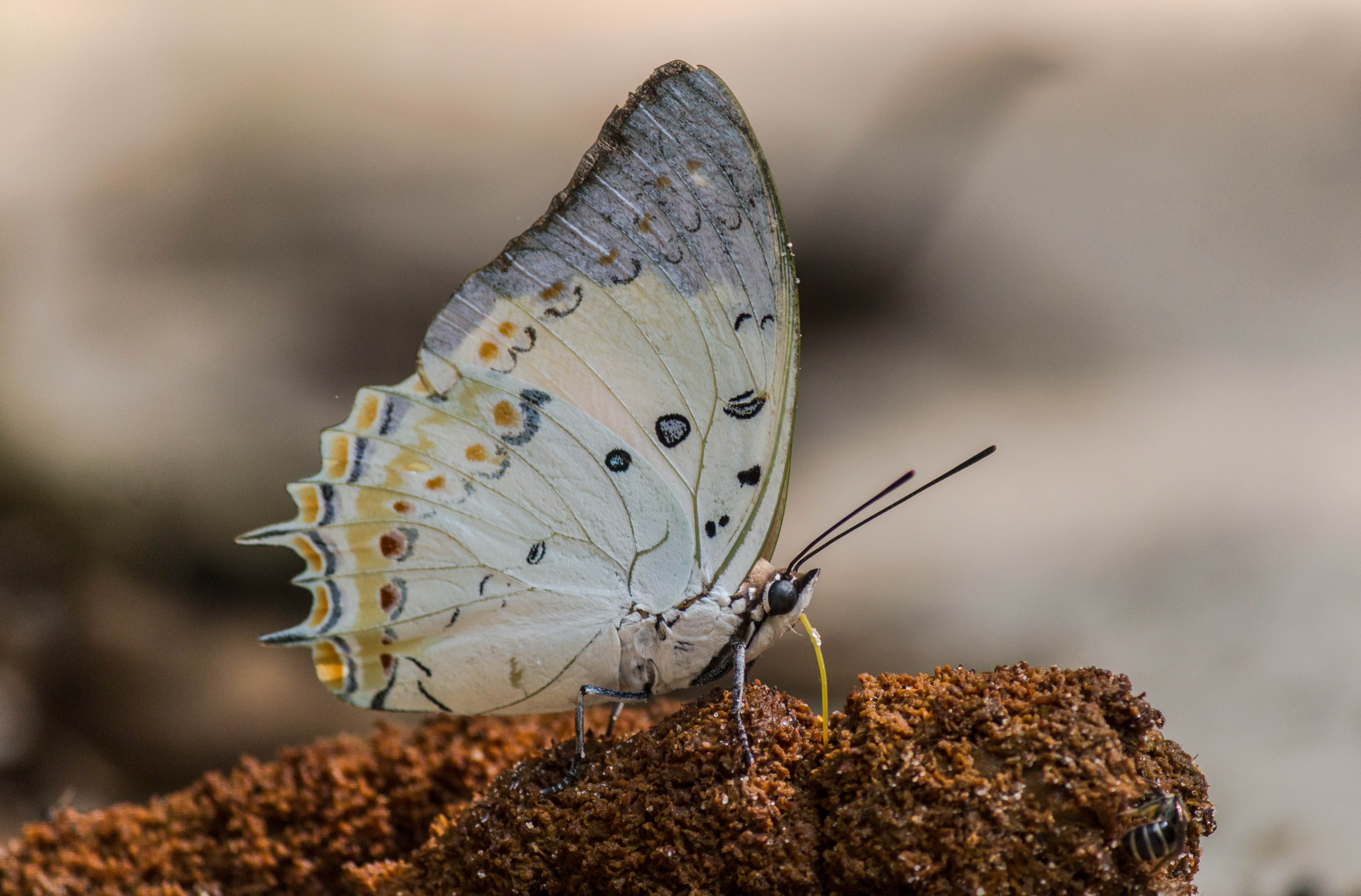
Polyura blanc, parc national de Satchari, Bengladesh

Le dessus est blanc largement marqué de marron à l'apex des ailes antérieures. 

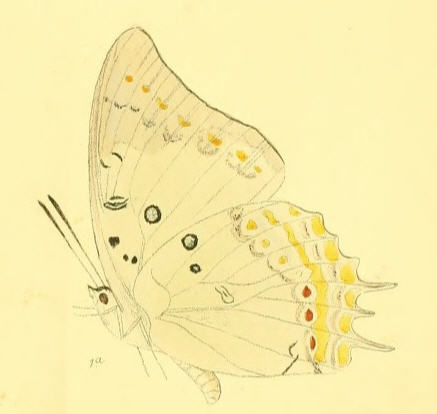
Dessin du revers de Polyura delphis par Frederic Moore.

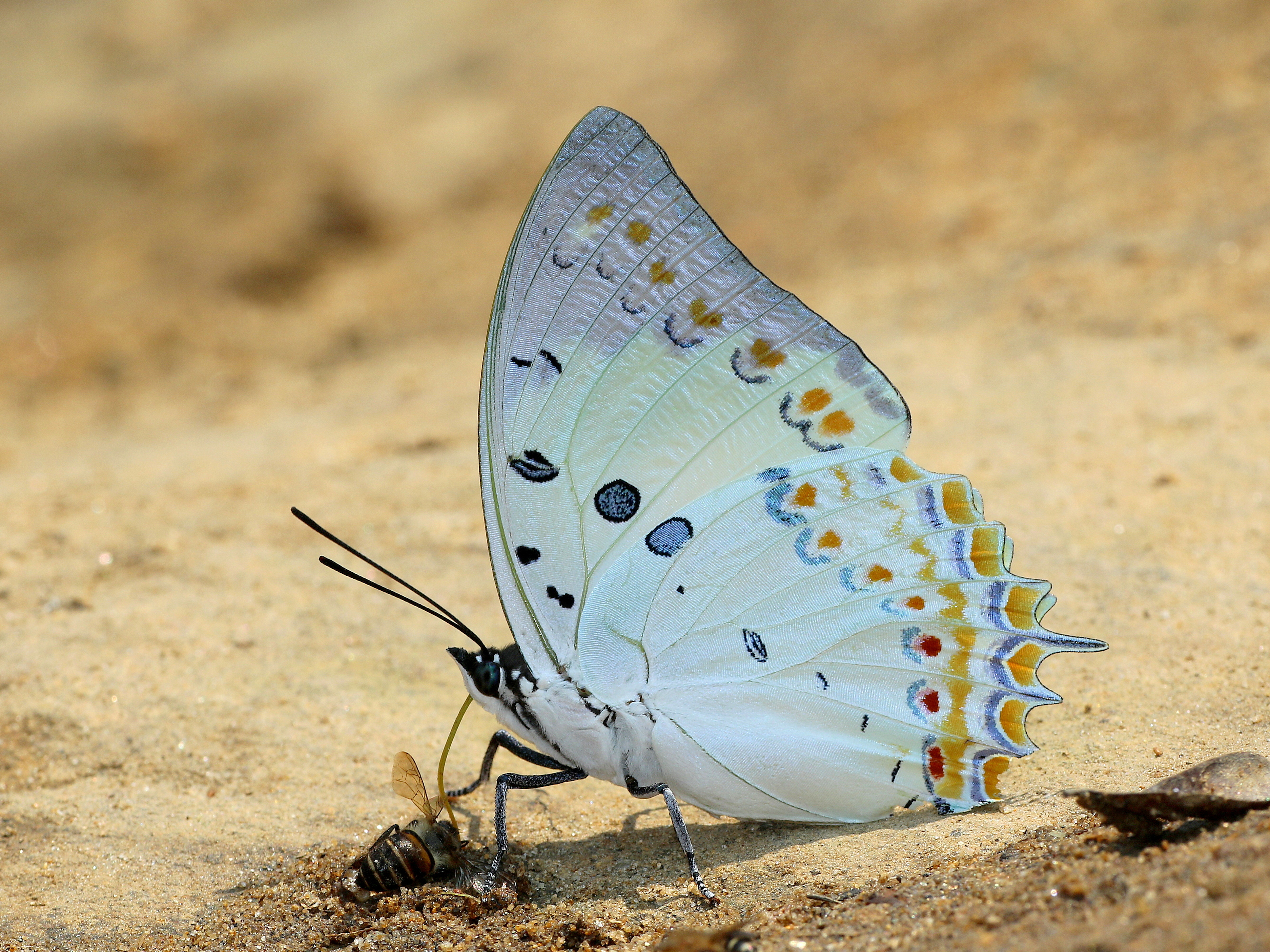
Polyura delphis delphis. Mars 2017.

Le revers est blanc orné de lignes de chevrons jaune et de marques rouge.

## Écologie et distribution
Il est présent en Thaïlande, en Malaisie, à Bornéo, à Sumatra et à Java,.

### Biotope
Polyura delphis réside dans la forêt primaire tropicale entre 100 m et 600 m d'altitude.

### Protection
Pas de statut de protection particulier.